# 플로레아나섬
플로레아나섬(영어: Floreana Island, 스페인어: Isla Floreana)은 갈라파고스 군도의 섬이다. 이 섬은 임기 중 군도를 소유하게 된 에콰도르의 초대 대통령인 후안 호세 플로레스의 이름을 따서 지은 것이다. 그 이전에는 영국 왕 찰스 2세의 이름을 따서 《찰스 섬》(Charles Island)이라고 불렀다. 또한 콜럼버스의 범선 이름을 따서 《산타마리아 섬》라고 부르기도 한다.

## 개요

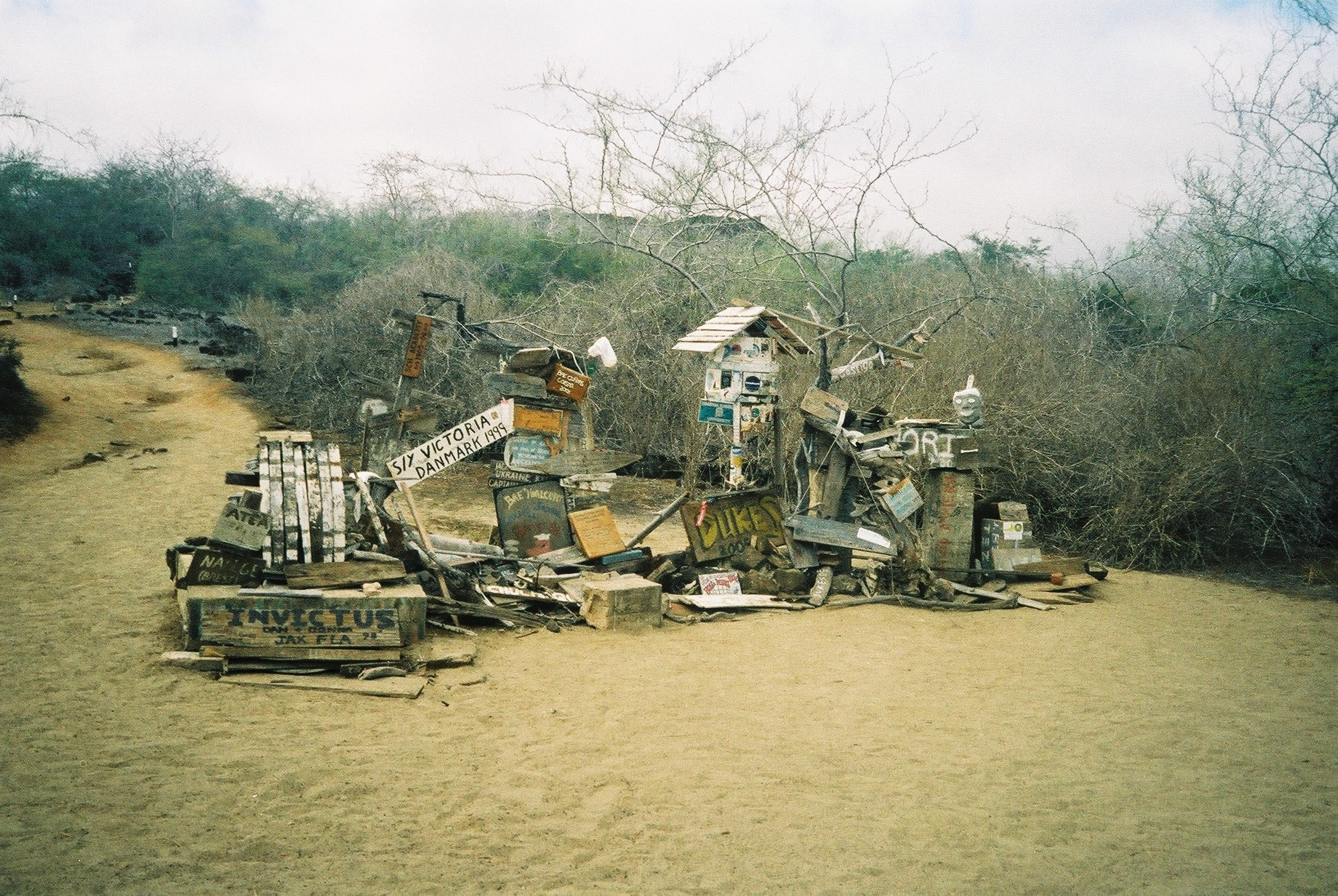
포스트 오피스 만

이 섬은 173 km2의 면적과 최고 점은 해발 640m이다. 포스트 오피스 만에는 18세기 이후로 우편을 발송하도록 우체통 역할을 하는 나무통(배럴)을 갖다 두었고, 이것들은 주로 배편으로 유럽과 미국의 목적지로 전달되었다.
카드와 편지지가 우표 없이 여전히 우체통에 놓여있다. 방문자들은 이것들은 인편으로 전달하기 위해 가려서 선택한다. 비교적 평평한 지표면 덕에, 민물과 동식물이 공급되었기 때문에 갈라파고스를 방문하는 포경선원이나 다른 방문자들에게 있기 있는 장소였다. 1819년까지 〈찰스 섬〉으로 알려졌고, 포경선 에섹스 호의 선원들이 하선을 했다. 1년 후 똑 같은 항해에서 이 배는 거대한 향유고래에 의해 침몰했다.
1835년 비글호의 두 번째 항해에서 찰스 다윈이 이곳 찰스 섬으로 왔다. 배의 선원들은 형무소 식민지에 있는 갈라파고스의 지사인 니콜라스 로슨에게 인사를 하러 갔다가 거북이가 섬마다 알 모양이 다르다는 것을 들었다. 그러나 이것은 그가 방문했던 섬에서는 명확하지는 않았고, 그 껍질을 수집하지는 않았다. 다윈은 섬에 있는 동물과 식물, 곤충, 파충류를 열심히 수집했고, 심층적인 연구를 했다.
1929년에 프레드릭 리터와 도어 스트라우처가 제2차 세계대전 동안 히틀러의 사진을 많이 찍었던 사진사 휘트머 가족을 따라 플로레나 섬에 정착하기 위해 베를린에서 가이야퀼에 도착했다. 또 다른 독일인 가족들도 그 다시 도착을 했고, 당시 4건 이상의 의문스런 폭력 사건과 죽음이 있었다. 이들 방문자들과 초기 정착자들로 인해 이곳의 야생이 많이 황폐화되었고, 이들 모두 토종 플로레나 거북이와 플로레나 흉내지빠귀를 남획하여 멸종에 이르게 했다.

## 명소
- 악마의 왕관
- 포스트 오피스 만

## 사진

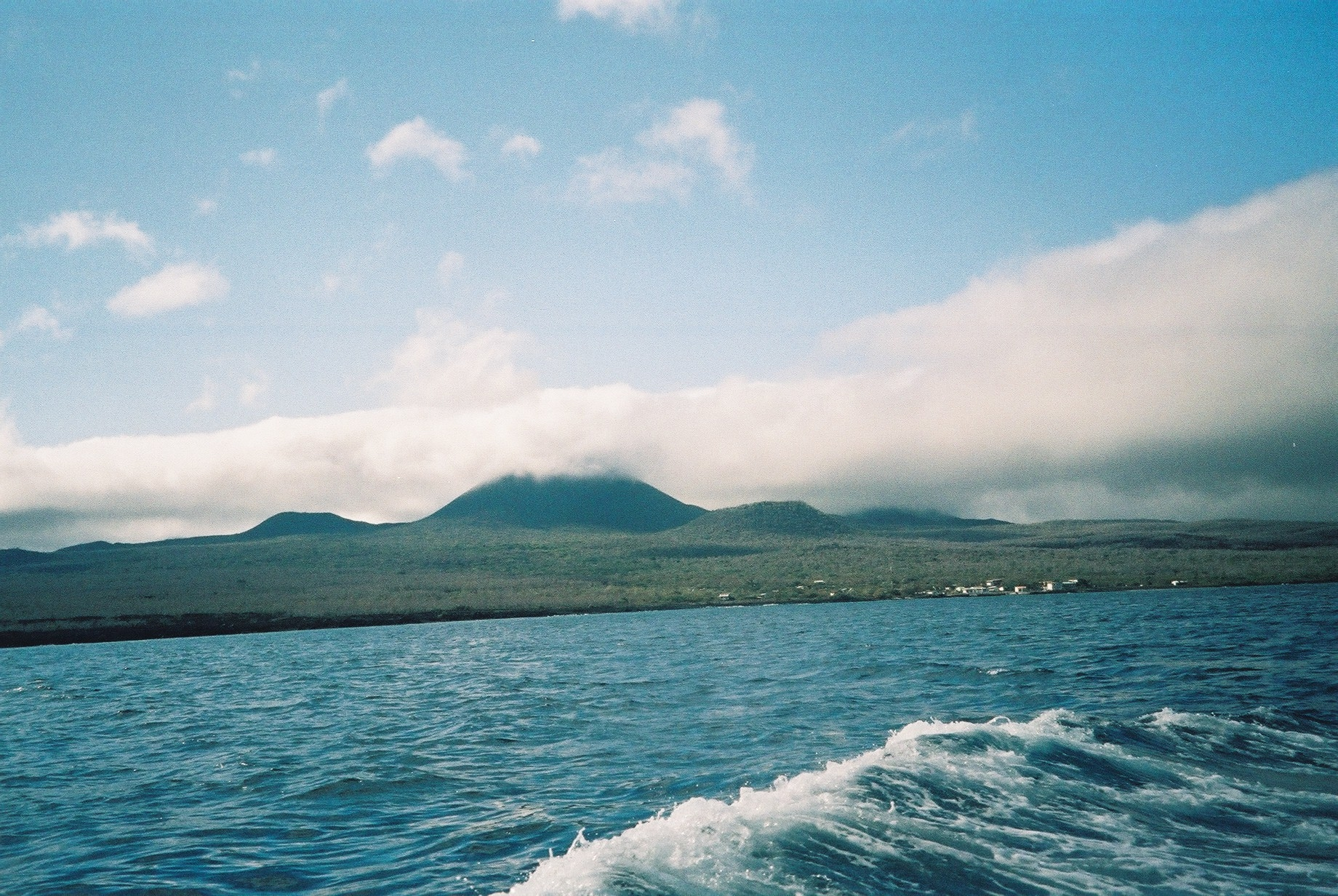
플로레아나 섬
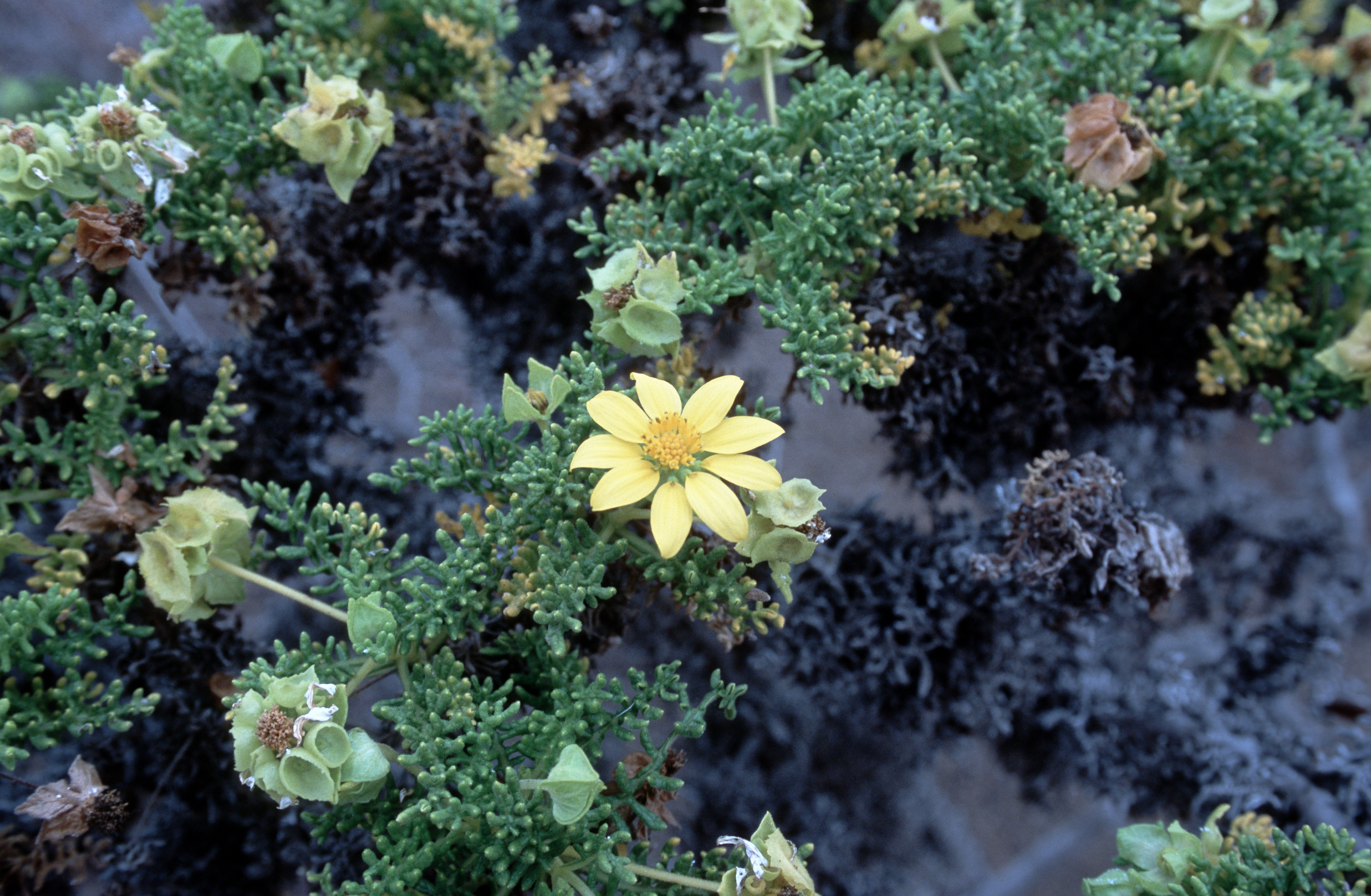
플로레아나 섬의 식물